# Libellula sylvia
Libellula sylvia är en trollsländeart som beskrevs av Antoine François, comte de Fourcroy 1785. Libellula sylvia ingår i släktet Libellula och familjen segeltrollsländor. Inga underarter finns listade i Catalogue of Life.